# Takuya Kokeguchi
Takuya Kokeguchi (苔口 卓也 Kokeguchi Takuya?), född 13 juli 1985, är en japansk fotbollsspelare.
I juni 2005 blev han uttagen i Japans trupp till U20-världsmästerskapet 2005.